# Waldflächen an Burg Hemmersbach
Koordinaten: 50° 55′ 7″ N, 6° 42′ 8″ O
Das Naturschutzgebiet Waldflächen an Burg Hemmersbach liegt im Bereich der Wasserburg Burg Hemmersbach auf dem Gebiet der Stadt Kerpen im Rhein-Erft-Kreis in Nordrhein-Westfalen. Das Gebiet erstreckt sich nördlich der Kernstadt Kerpen am nordwestlichen Ortsrand des Kerpener Stadtteils Horrem. Am südlichen Rand des Gebietes verläuft die Landesstraße L 277 und nördlich die L 163. Westlich fließt die Erft und verläuft die A 61.

## Bedeutung
Für Kerpen ist seit 1998 ein 13,14 ha großes Gebiet unter der Kenn-Nummer BM-033 als Naturschutzgebiet ausgewiesen. Die Unterschutzstellung erfolgt wegen seiner Bedeutung als Lebensstätte bestimmter wildlebender Pflanzen- und Tierarten.